# Рябково (Селеєвське сільське поселення)
Рябково (рос. Рябково) — присілок в Поддорському районі Новгородської області Російської Федерації.
Населення становить 15 осіб. Входить до складу муніципального утворення Селеєвське сільське поселення.

## Історія
Від 2004 року входить до складу муніципального утворення Селеєвське сільське поселення

## Населення
| 2010 |
| ---- |
| 15   |